# Gimnasio Luis Ramos
El Gimnasio Luis Ramos es un pabellón o domo multiusos ubicado en el eje de Barcelona-Puerto La Cruz, al oriente de Venezuela, específicamente en el Complejo Polideportivo Simón Bolívar (antes llamado Luis Ramos) del municipio Sotillo, en el estado Anzoátegui. Es una propiedad pública administrada por el Gobierno del Estado Anzoátegui a través del Instituto de Deportes del Estado Anzoátegui, junto con otras instalaciones como el Estadio José Antonio Anzoátegui. Por sus condiciones de temperatura habituales y juego local es conocida como la "Caldera del Diablo". Posee una capacidad para recibir hasta 5500 espectadores aproximadamente. Es usado para diversos deportes, entre ellos el Baloncesto, fútbol sala y el Voleibol, siendo la sede oficial en temporada del Equipo del estado, Marinos de Anzoátegui uno de los 10 afiliados a la Liga Profesional de Baloncesto de Venezuela (LPBV)